# NGC 1032
إن جي سي 1032 مجرة حلزونية تقع في إتجاة كوكبة قيطس وتبعد 117 مليون سنة ضوئية.
وقد اكتشفت في 18 ديسمبر 1783 من قبل الفلكي البريطاني الألماني المولد فريدريك وليام هيرشيل.
في يناير 2005 تم رصد مستعر أعظم أطلق علية SN 2005E وإستنتج العلماء انة نوع جديد من الانفجارات الكونية. الانفجار نشأ في المجرة إن جي سي 1032، على بعد 100 مليون سنة ضوئية.

## وصلات خارجية
- إن جي سي 1032 على موقع ويكي سكاي: DSS2, SDSS, GALEX, IRAS, Hydrogen α, X-Ray, Astrophoto, Sky Map, Articles and images